# 七島 (名古屋市)
七島（ななしま）は、愛知県名古屋市港区の町名。現行行政地名は七島一丁目及び七島二丁目と南陽町大字七島新田。住居表示未実施。本項目では、前身である七島新田についても解説する。

## 地理
名古屋市港区西部に位置する。東は南陽町七島新田、南は藤高一丁目・同三丁目、北は東茶屋一丁目・同二丁目・同三丁目・同四丁目に接する。
南陽町大字七島新田は、庄内川と新川の中州に一部が残存している。
4つの小字が庄内川及び新川周辺に存在する。このうち字庄内川西縁・珍寿野・流作場は、庄内川と新川に挟まれた領域に位置し、東に当知町字草野、西に南陽町大字藤高新田字新川東縁・新川西縁、北に南陽町大字茶屋新田字一番割宮東にそれぞれ接する。字腰檀は庄内川の西岸に位置し、東に七島、南に南陽町大字藤高新田字イノ割、北に南陽町大字茶屋新田字一番割宮東がそれぞれ接する。
七島では、主に稲や麦の栽培が行われており、伝統芸能の神楽が保存されているという。

### 字一覧
南陽町大字七島新田には小字が残る。南陽町大字七島新田及びその前身である海東郡七島新田の小字は以下の通り。消滅した字については背景色    で示す。
| 字                                   | 字                           |
| ------------------------------------ | ---------------------------- |
| 江西ノ割（えにしのわり）             | 大縄場（おおなわば）         |
| 北蔵地（きたくらち）                 | 腰檀（こしだん）             |
| 庄内川西縁（しょうないがわにしぶち） | 新川西縁（しんかわにしぶち） |
| 珍寿野（ちんじゅの）                 | 後末（のちすえ）             |
| 南蔵地（みなみくらち）               | 流作場（りゅうさくば）       |

## 歴史

### 町名の由来
七島新田の名に由来する。新田が開発される以前は新川東部にまで広がる広大な島であったため、この名がついたと言われる。

### 七島新田
七島新田は、1788年（天明8年）に近在の愛知郡下之一色村の木村権左衛門なる人物により開かれたものである。当時の七島新田は、現在の南陽町大字七島新田の全域のほか、現在の七島・藤高・東茶屋の各一部に該当する。七島新田は尾張国海東郡に属し、全域を尾張藩領、大代官所支配地とした。石高は82石余。1811年（文化8年）に名古屋大船町の伊藤忠左衛門の手に渡った。
1889年（明治22年）、合併に伴い茶屋村大字七島新田となった。その後南陽村大字七島新田を経て1955年（昭和30年）に名古屋市へと編入された。七島新田は、1959年（昭和34年）の伊勢湾台風により農地に大きな被害を被ったため、昭和以降は土地改良事業や圃場整備が行われた。

### 行政区画の変遷

#### 七島新田
- 1889年（明治22年）10月1日 - 海東郡七島新田が合併に伴い、茶屋村大字七島新田となる[7]。
- 1906年（明治39年）7月1日 - 合併に伴い、海東郡南陽村大字七島新田となる[7]。
- 1913年（大正2年）7月1日 - 海部郡成立に伴い、同郡南陽村大字七島新田となる[7]。
- 1949年（昭和24年）6月1日 - 町制施行に伴い、海部郡南陽町大字七島新田となる[7]。
- 1955年（昭和30年）10月1日 - 合併に伴い、名古屋市港区南陽町大字七島新田となる[7]。
- 1956年（昭和31年） - 南陽町大字七島新田で字境界の変更が実施。字江西ノ割の全部が字南蔵地に、字大縄場の一部が字腰檀・南蔵地に、字北蔵地の一部が腰檀に、字後末の一部が字北蔵地・腰壇・南蔵地に、字南蔵地の一部が腰檀にそれぞれ編入される[8]。藤高土地改良区の区画整理施行による[8]。
- 1976年（昭和51年）- 一部が東茶屋1～4丁目に編入される[3]。
- 1981年（昭和56年）12月5日 - 一部が藤高一丁目・藤高三丁目・七島一丁目・七島二丁目にそれぞれ編入される[6]。

#### 七島一丁目・七島二丁目
- 1981年（昭和56年）12月5日 - 港区七島一丁目が南陽町大字七島新田・南陽町大字茶屋新田の各一部により、七島二丁目が南陽町大字七島新田・南陽町大字茶屋新田・南陽町大字藤高新田の各一部によりそれぞれ成立する[6]。

## 世帯数と人口
2019年（平成31年）3月1日現在の世帯数と人口は以下の通りである。
| 丁目       | 世帯数  | 人口  |
| ---------- | ------- | ----- |
| 七島一丁目 | 121世帯 | 301人 |
| 七島二丁目 | 45世帯  | 116人 |
| 計         | 166世帯 | 417人 |

### 人口の変遷
国勢調査による人口の推移
| 2000年（平成12年） | 520人 | [ WEB 9 ]  |  |
| 2005年（平成17年） | 458人 | [ WEB 10 ] |  |
| 2010年（平成22年） | 450人 | [ WEB 11 ] |  |
| 2015年（平成27年） | 427人 | [ WEB 12 ] |  |

## 学区
市立小・中学校に通う場合、学校等は以下の通りとなる。また、公立高等学校に通う場合の学区は以下の通りとなる。
| 丁目       | 番・番地等 | 小学校               | 中学校                 | 高等学校 |
| ---------- | ---------- | -------------------- | ---------------------- | -------- |
| 七島一丁目 | 全域       | 名古屋市立南陽小学校 | 名古屋市立南陽東中学校 | 尾張学区 |
| 七島二丁目 | 全域       | 名古屋市立南陽小学校 | 名古屋市立南陽東中学校 | 尾張学区 |

## 施設
- 七島排水機場[1]
- 神明社[1]
- 日蓮宗寂光寺[1]

## その他

### 日本郵便
- 郵便番号
  - 七島：455-0852[WEB 3]（集配局：名古屋港郵便局[WEB 15]）
  - 南陽町大字七島新田：455-0853[WEB 6]